# سونيا بيروتي
سونيا بيروتي أو صونيا سليم عون (1934 - 16 كانون الثاني/يناير 2023) هي صحافية وكاتبة وقاصة لبنانيّة، عملت في عددٍ من الصحف والجرائد المحليّة في لبنان، كما أصدرت عددًا من الكتب والروايات أبرزها كتاب «مطاحن الطائفيّة» الذي تحدثت فيهِ عن الطائفية في لبنان، وكيف كانت سببًا مباشرًا في الحرب الأهليّة في لبنان، فضلًا عن رواية «حبال الهوا» التي تطرقت فيه لوضع النساء عامّة والنساء اللبنانيات خاصّة من خلال قصص ل 24 سيّدة، وكيف عشن حياتهنّ بين سعادة وحزن وألم وفراق وتشتت.

## الحياة المُبكّرة والتعليم
وُلدت صونيا في منطقة الأشرفية وهناك عاشت السنوات الأولى من حياتها وطفولتها. تزوجت مرتين: المرة الأولى حين كانت طالبة جامعيّة فتزوّجت من بشارة بيروتي الذي سافر بعد فترة قصيرة إلى ألمانيا لمتابعة تحصيله العلمي ثمّ انفصل الاثنان بعد خمس سنوات بسبب هذا البُعد. تزوَّجت صونيا لاحقًا إحسان شاتيلا.
تنتمي صونيا بيروتي لعائلة مثقفة كما تقول، ومنها اكتسبت حبّ قراءة الكتب والصحف والمجلات وهو ما ساعدها كثيرًا في الكتابة فبدأت من الشعر ثمّ جرَّبت في وقتٍ ما القصص.

### حكاية الشَعر القصير
كتب الإعلامي ريكادردو كرم الذي أجرى مع صونيا حواراً حول مسيرتها، ونشر الفيديو في صفحته في "فايسبوك": 
"منذ 60 عاماً، ذهبت (صونيا بيروتي) الى الحلاق وقالت له: أريد قصة شعر مثل الصبيان، وتتابع: لا صبر لي على المكوث ساعات عند المزيّن. لا أطيق هذا وأعتبره مضيعة وقت. وأنا، في اختصار، إمرأة عملية ورياضية. كنت أسبح يومياً صيف شتاء. كنت أعمل في الصحافة اليومية وفي نفس النهار أقوم بتحقيق ميداني ثم أقابل رئيس الجمهورية ثم أتوجّه إلى كوكتيل. كان يفترض بي أن أحافظ على طلّة مرتّبة، مهذّبة، لذا اخترت الشعر القصير والبذّة الرصينة. وكنت إذا ارتديت تنورة أشعر وكأنني عارية".

## المسيرة المهنيّة
بدأت صونيا بيروتي مسارها المهنيّ في مجال الصحافة وتحديدًا في صحيفة «دار الصياد» التي كتبت فيها عشرات المقالات والتحليلات والمتابعات الإخباريّة. انتقلت صونيا في فترة الستينات للعمل في تلفزيون لبنان حيث بدأت في إجراء أحاديث ثقافية واجتماعية كما قدَّمت مجلة تلفزيونية تدورُ حول المعارض والأمسيات الشعرية وصولًا إلى مشكلات انقطاع المياه والمدارس.
تركت صونيا في وقتٍ ما «دار الصياد»، لكنها عادت إليها أكثر من ثلاث مرات لاحقًا، وحين صدرت مجلة الحسناء كُلّفت صونيا بإدارة تحريرها، وهو ما فعلت بفضلِ الأفكار الكثيرة التي كانت تملكها عن تحرر المرأة مثل سيمون دو بوفوار وغيرها. تحوَّلت هذه الأفكار مع الوقت إلى الكلام والحديث عن الأزياء والطبخ لإرضاء المعلن والإعلانات والممول كما ذكرت صونيا لاحقًا، وأكَّدت أنه كلما تكلمت في الجريدة عن حقوق المرأة تظهر كأنها تخالف القوانين السياسية والشريعة وهو ما اضطرّها للانسحاب من الصحيفة والعودة في فترة السبعينات إلى دار الصياد فعملت في مجلة «الصياد» وجريدة الأنوار.
بدأت صونيا في أول الثمانينات الكتابة في مجلة «فيروز» التي كانت مجلّة رائدة في التحرير والطباعة في العالم العربي. صدر لصونيا بيروتي عددٌ من الكتب أبرزها كتاب «مطاحن الطائفيّة» وهو بمثابة شهادة جمعت فيه الكاتبة اللبنانيّة تجاربها الحياتية خلال الحرب الأهلية اللبنانيّة حيث الطائفية هي سبب كل علة وهي التي تُهدد بحروب آتية كما روت في كتابها. وصدر للصحافيّة اللبنانيّة كتابٌ آخرٌ بعنوان «حبال الهوا» عن مؤسسة بحسون للنشر والتوزيع في 248 صفحة. ضمَّ الكتاب قصص أربع وعشرين سيّدة كأنها قصة واحدة لامرأة واحدة هي كل النساء. يحكي عن نساء يهربن إلى الجمال إلى الصبا إلى الحلم إلى الضعف إلى الأمومة، إلى العلم، إلى العمل، إلى الحب، ويكتشفن في لحظة من عمرهنّ أنهن يهربن إلى وهم. بعضهن تسلّح بقوة الإرادة بالمركز الاجتماعي بالعلم بالمال بالمهنة. وتصوّرن أنهن ينسجن خيوط قدر جديد ويخترقن أسوار أوضاعهن النسائية. ويكتشفن في لحظة ما من عمرهن أنهن يغزلن، حبال الهواء. لم تتعمّد سونيا إظهار الوضع النسائي على أنه مأساة ولا تُبالغ في حبك الحدث الدرامي، كما رأى بعض النقاد، بل هي تفتحُ في حياة المرأة أبواباً مغلقة على أجواء حميمة، بلمسات هادئة تكشف بعض الستائر عن بعض الواقع النسائي.

## آراء
ترى صونيا بيروتي أنَّه على الصحافي أن يقرأ كل شيء، ويستعلم عن كل شيء، ولا يشعر بالتعب أبدًا، بل أن يتميَّز بالفضول والقدرة على التعلم والتجدد، وأن يترقى بالأفكار الطليعية حتى ينجح. وترى أنَّ أهمَّ شيءٍ في الصحافة المكتوبة هو أن يُصبح الكاتب مألوفًا لدى القارئ وأن يلتقيه في كل عدد، أي أن يكون هناك رابط فكري بين الكاتب والقارئ.

## أعمالها
أبرز أعمال صونيا بيروتي (أو سونيا عون بيروتي) المنشورة:
- مواعيد مع البارحة - (شهادة مهنية)، مؤسسة نوفل 1987
- حبال الهوا - (مجموعة قصص)، مؤسسة بحسون 1991[18]
- مدار اللحظة - (مجموعة قصص)، دار النهار 1995[19]
- مطاحن الطائفيّة: شهادة حبة القمح - الدار العربية للعلوم ناشرون 2009[20][21]

## روابط خارجية
- صونيا بيروتي… إعلامية من زمن آخر
- فنجان قهوتها رافق صباح المستمعين سنوات واستديو الفن معها كان تجربة فريدة
- رحيل صونيا بيروتي.. ذاكرة اللبنانيين الذهبية في السِّلم والحرب